# Estación Chepe
Chepe es la estación parte del subramal Concepción-Curanilahue, al lado de la ribera norte del Biobío, Se ubicaba hacia el noroeste de la Antigua Estación Central de Concepción, después de la Molinera y unas bodegas, entre las calles Las Heras y calle José María de la Cruz, ubicada en la comuna de Concepción. Fue construida como parte del ferrocarril particular a Curanilahue o FC de Arauco. Luego pasó a manos de los Ferrocarriles del Estado. 
Era una de las tres estaciones de Concepción (Estación Central, Estación Chepe y Estación Andalién). En los años 1970 cuando llegó la electrificación al ramal  San Rosendo - Talcahuano, se construyó a un costado la Antigua S/E Concepción. Con el Programa Ribera Norte, se hizo una conexión con el ramal Rucapequén - Concepción (operativo hasta Lirquén) cruzando la doble vía Concepción - Talcahuano. Se construyó la nueva S/E Concepción, dentro del antiguo triángulo. Actualmente, a 300 m de la antigua estación, se encuentra una oficina de movilización, que funcionará hasta la puesta a punto del nuevo sistema de movilización.
Desde el punto de vista operativo, en el año 2005, debido al Plan Biovías, su patios e considera parte integrante del patio de la  Estación Central de Concepción. Su edificio estación ya no existe, y casi ni quedan vestigios de la antigua caseta de movilizaciones, a la entrada del túnel. 
- Datos: Q5841559